# Сава Михайло Валентинович
Михайло Валентинович Савва (нар. 19 листопада 1964, Краснодар, СРСР ) - кубанський політолог, експерт Центру громадянських свобод, громадський та політичний діяч. Доктор політичних наук, раніше професор Кубанського державного університету .

## Біографія

### Освіта
У 1989 році закінчив історичний факультет Кубанського державного університету, у 1993 році - аспірантуру. В 1996 закінчив соціологічний факультет Кубанського державного університету, в 2001 - аспірантуру соціологічного факультету Московського державного університету, де захистив дисертацію на здобуття наукового ступеня кандидата соціологічних наук. У 1994 - 1999 роках здобувач кафедри національних і федеративних відносин Російської академії державної служби при Президентові РФ, в якій захистив дисертацію на здобуття наукового ступеня доктора політичних наук.

### Робота
З 1991 по 1993 рік Михайло Савва очолював відділ з національних питань та міжнаціональних відносин Краснодарської крайової Ради народних депутатів, який займався підготовкою крайових нормативних актів та аналітичних матеріалів з питань міжетнічних відносин та національно-культурного розвитку. До утворення крайового підрозділу Міграційної служби РФ у відання відділу входило також виконання частини функцій Міграційної служби біля Краснодарського краю .
У 1993—1994 роках Савва був головою управління у справах національностей, регіональної політики та міграції адміністрації Краснодарського краю, здійснюючи взаємодію з етнічними об'єднаннями краю та вирішуючи разом із міграційною службою краю питання прийому та облаштування біженців та вимушених переселенців. У цей час Савва займався врегулюванням міжетнічних конфліктів біля краю. У 1994-1995 роках Савва очолював департамент у справах національностей міністерства у справах національностей та регіональної політики Росії, де взаємодіяв з національно-культурними громадськими організаціями та брав участь у врегулюванні міжетнічних конфліктів вже на федеральному рівні. За його участю готувалися проекти законів «Про національно-культурну автономію в РФ» та «Про статус корінних нечисленних народів у РФ». 
Звільнився за власним бажанням, відкидаючи національну політику Росії на Північному Кавказі під час першої чеченської війни .
У 1995-1996 роках Савва - заступник Глави адміністрації Краснодарського краю та представник адміністрації у Законодавчих зборах краю. З серпня 1997 року по січень 2001 року він був заступником начальника, а потім начальником управління у справах громадських та міжрегіональних зв'язків мерії Краснодара . Незабаром після зміни мера у грудні 2000 року Савва пішов у відставку через незгоду з політикою, яку проводив нове міське керівництво.
З 1996 року Савва працює в Кубанському державному університеті, де був доцентом, а потім професором кафедри політології, а з 2001 року професором кафедри зв'язків із громадськістю та соціальних комунікацій. Вів курси «Конфліктологія», «Теорія та практика зв'язків із громадськістю», а також ряд спецкурсів з етнічної політики. З січня 2001 року Михайло Савва є також директором грантових програм громадської організації Південний регіональний ресурсний центр. У рамках цієї роботи він займався розробкою методичних рекомендацій щодо розвитку громадянського суспільства. Член Громадської наглядової комісії Краснодарського краю з контролю за забезпеченням прав людини у місцях примусового тримання громадян  . Фахівець у галузі дослідження міжнаціональних відносин. Автор великої кількості публікацій з питань міжнаціональних конфліктів та проблем міжетнічних відносин. Видано його монографії «Етнічний статус (конфліктологічний аналіз соціального феномену)» (Краснодар, 1997), «Преса, влада та етнічний конфлікт (взаємозв'язок на прикладі Краснодарського краю)» (Краснодар, 2002, у співавторстві), «Нові діаспори Краснодар, 2006)  . Статті Михайла Савви публікувалися в таких провідних профільних виданнях, як « Соціологічні дослідження » (журнал РАН ) та « Міжнародне життя » (журнал міністерства закордонних справ Росії) .

### Оцінка наукової діяльності
Как ученый интересовался этническими проблемами. У него есть монографии, статьи, книги. Как минимум десять лет он много изучал проблемы гражданского общества. Что касается его взглядов, то это человек не склонный к радикализму. У него всегда были умеренные взгляды. Он классический, очень профессиональный профессор, его очень любят студенты, он руководил многими научными работами аспирантов, преподаватель высшего класса. Во всем, что касается политологии, он один из лучших кубанских ученых
Алексей Кольба, доцент кафедры политологии и политического управления КубГУ

## Кримінальне переслідування
11 квітня 2013 на підставі матеріалів оперативно-розшукової діяльності ФСБ було порушено кримінальну справу стосовно Михайла Савви за ч.3 ст.159 КК РФ «Шахрайство в особливо великому розмірі» щодо розкрадання бюджетних коштів, виділених адміністрацією Краснодарського краю на гранти. За версією слідчого , під час реалізації програми «Побудова світу», яку отримано федеральний грант Міністерства економічного розвитку РФ, Михайло Савва не провів соціологічного дослідження, яким було заплановано понад 300 тисяч рублів 
Порушена справа щодо Михайла Савви, на думку його дружини Олени, є політичною . Вона повідомила, що під час обшуку у квартирі співробітників ФСБ цікавили закордонні контакти її чоловіка 
12 квітня 2013  Михайла Савву було затримано на 48 годин. Близько 06.00 у квартирі Михайла Сави розпочався обшук, який проводили співробітники ФСБ.
За даними ФСБ Савва винний у розкраданні бюджетних грошей, отриманих ЮРРЦ як грант . У понеділок, 15 квітня 2013 року, Сава мав приїхати до Москви на засідання президентської Ради з прав людини, щоб виступити з доповіддю про перевірки НКО на Кубані.
13 квітня 2013 року Жовтневий районний суд Краснодара обрав запобіжний захід Михайлу Савві, у вигляді арешту терміном на 2 місяці. 
14 березня та 10 квітня 2013 року співробітники крайового управління ФСБ провели обшуки у Південному регіональному ресурсному центрі. 
27 квітня у Краснодарі пройшов мітинг на підтримку професора Савви. Мітинг зібрав близько сотні людей: студентів, колег, цивільних активістів. 
13 травня 2013 року стосовно Сави порушено другу справу за ст. 159 КК РФ («Шахрайство»). Цього разу політолога та правозахисника звинувачують отримання грошей за курс, який він не вів. 
За словами адвоката професора Марини Дубровіної, Сава ставиться за провину отримання близько 90 тисяч рублів як оплату за проведення курсу, якого, за версією слідчого ФСБ, Сава не провів. Марина Дубровіна та сам Михайло Савва вважають це звинувачення надуманим 
5 червня 2013 року Жовтневий районний суд ухвалив рішення продовжити арешт професора Михайла Савви до 11 серпня 
17 червня 2013 року Союз солідарності з політв'язнями визнав Михайла Саву політичним ув'язненим  . "Політичним" називає справу проти Сави і заступник директора " Хьюман Райтс Вотч " по Європі та Центральній Азії Рейчел Денбер .
8 серпня 2013 року Жовтневий районний суд ухвалив рішення продовжити арешт професора Михайла Сави до 11 жовтня 
5 листопада 2013 року у Краснодарі розпочався суд у справі Михайла Савви, якого ФСБ Краснодарського краю звинувачує у шахрайстві за двома частинами 159-ї статті Кримінального кодексу  . Відомий правозахисник Лев Пономарьов, зайнятий допомогою краснодарського вченого, побоюється, що співробітники спецслужб мають намір звинуватити Михайла Савву у державній зраді.
Звинувачення Михайла Савви побудовано на свідченнях Вікторії Реммлера, директора маркетингового агентства «Пілот», з яким співпрацював Савва 
2 квітня 2014 року Первомайський районний суд Краснодара виніс Савві обвинувальний вирок, призначивши покарання – 3 роки умовно.
21 травня 2014 року у матеріалі на порталі «Ясно» Михайло Савва не виключив заведення нових кримінальних справ проти нього 
19 лютого 2015 року кримінально-виконавча інспекція звернулася до Радянського районного суду Краснодара з клопотанням відправити до колонії професора Михайла Савву. За даними джерела в правоохоронних органах Краснодарського краю, кримінально-виконавча інспекція виступила з відповідним клопотанням, оскільки засуджений порушив «режим відбування умовного покарання» — нібито він зник за кордоном. Цього ж дня Михайло Савва повідомив, що залишив Росію і звернувся за отриманням політичного притулку в одній з європейських країн, побоюючись, що йому можуть звинуватити ще одну кримінальну справу  .
23 листопада 2015 року стало відомо, що головне слідче управління МВС по Краснодарському краю звинуватило професора Михайла Савву в шахрайстві при отриманні виплат, здійсненому групою осіб за попередньою змовою 
22-24 липня 2022 брав участь в  ІІ Форумі Вільних Народів Постросії  (Чехія, Прага)
20 жовтня 2023 внесений до реєстру «іноагентів» РФ .

### Відгуки
Директор Інституту етнології та антропології РАН В. А. Тишков після арешту Савви заявив:  
« За його порядність щодо фінансових коштів можу доручатися. Справу підтримки НКО вів скромно та без політизації. Хлопці у СК та ФСБ, мабуть, мають установку тиснути на всіх, хто намагається чогось заперечувати обшукам та вилученням. Тим самим б'ють по цілком лояльних громадян, роблячи з них уже впертих критиків влади та ситуації у країні. Тим часом ненависники Росії потирають від насолоди руки і не тільки. Коли і кого закликатимемо до відповіді за цей антиросійський маразм? » 
На думку кубанського суспільно-політичного активіста, директора Націонал-правозахисного комітету «Презумпція» Альберта Гаямяна, Михайло Савва усвідомлено вів боротьбу проти російської держави: 
« Я переконаний у тому, що Михайло Валентинович є високоінтелектуальною людиною, а отже, він чудово усвідомлює те, чим займається, розподіляючи „зарубіжні“ гроші серед російських НКО. Вважаю, Савва розуміє те, що американські гроші даються лише на розкладання чужого їм (американцям) суспільства та держави, а не на його процвітання. Як будь-який менеджер, він зацікавлений у більшому обігу грошей. Отже, він корисливо лобіював і пропагував лібералізацію суспільства і влади, спрямовану на знищення суспільно-культурної формації Росії, що склалася » .

## Михайло Савва про ситуацію на Кубані
«Підстави для протестних настроїв у краї є, і вони дуже серйозні. Вони не специфічні для нас, кубанців, загалом ті самі, що й у всій Росії. Можна виділити дві основні підстави. Перше - це дуже високий рівень відносної депривації, або, простіше кажучи, глибоке почуття ущемлення, дефіцит справедливості. Справа в тому, що за нульові роки у Росії сформувався новий правлячий клас. Це бюрократія – чиновники у погонах і без погонів – будь-які. Їхні можливості неймовірні, їхні права значно вищі, ніж права решти людей, і це стало у прив'язці до інформації про фальсифікації на останніх думських виборах спусковим гачком для масових протестних дій. Класики теорії відносної депривації стверджують, що стають здатними на організовані протестні дії за класовим ознакою, за рівнем доходів, а з загального почуття несправедливості. Зверніть увагу на акції протесту, які мали абсолютно однаковий формат у Москві, Петербурзі і в нас у Краснодарі: вони об'єднували людей незалежно від рівня доходів. Пам'ятаєте, можливо, в одній старій революційній пісні є такий рядок: „хто паровози залишав, йдучи на барикади“. Сьогодні люди часом і „бентлі“ залишають, йдучи на Болотяну. Що це означає? Громадяни, навіть із досить високим рівнем доходів, стали почуватися беззахисними перед бюрократією» 
Михайло Савва .